# Иов (Каминский)
Иов Каминский (?— после 1849) — русский военный полковой священник Тобольского пехотного полка.
Второй в истории православного духовенства военный священник, награждённый орденом Святого Георгия.
Первым награждён этим орденом был священник Васильковский, Василий.

## Биография
Дата рождения неизвестна.
Отец Иов Каминский совершил необычайно отважный подвиг при штурме города Рахова во время Русско-турецкой войны 1828—1829, в 1829 году, при переправе через реку Дунай на неприятельский берег, благословив воинов, в полном облачении, переправился с ними на лодке, при нападении на неприятельскую батарею вступил на вал с крестом в руках, здесь был тяжело ранен пулей в щеку на вылет, с повреждением челюстей и языка.
Император Николай I пожаловал ему орден Святого Георгия 4-й степени. Сверх того мужественному пастырю пожалован пожизненный пансион ежегодно по пятьсот рублей и повелел Священному Синоду определить его к Петергофской Дворцовой церкви. Воля Государя была исполнена в указе Святого Синода от 29 июля 1829 г. № 9512, отпечатанном в огромном количестве экземпляров.
Дата и место смерти неизвестны.

## Награды
- Награждён орденом Св. Георгия 4-й степени (№ 4276; 21 июля 1829)[3].